# دوره ایالت‌های جنگ‌طلب

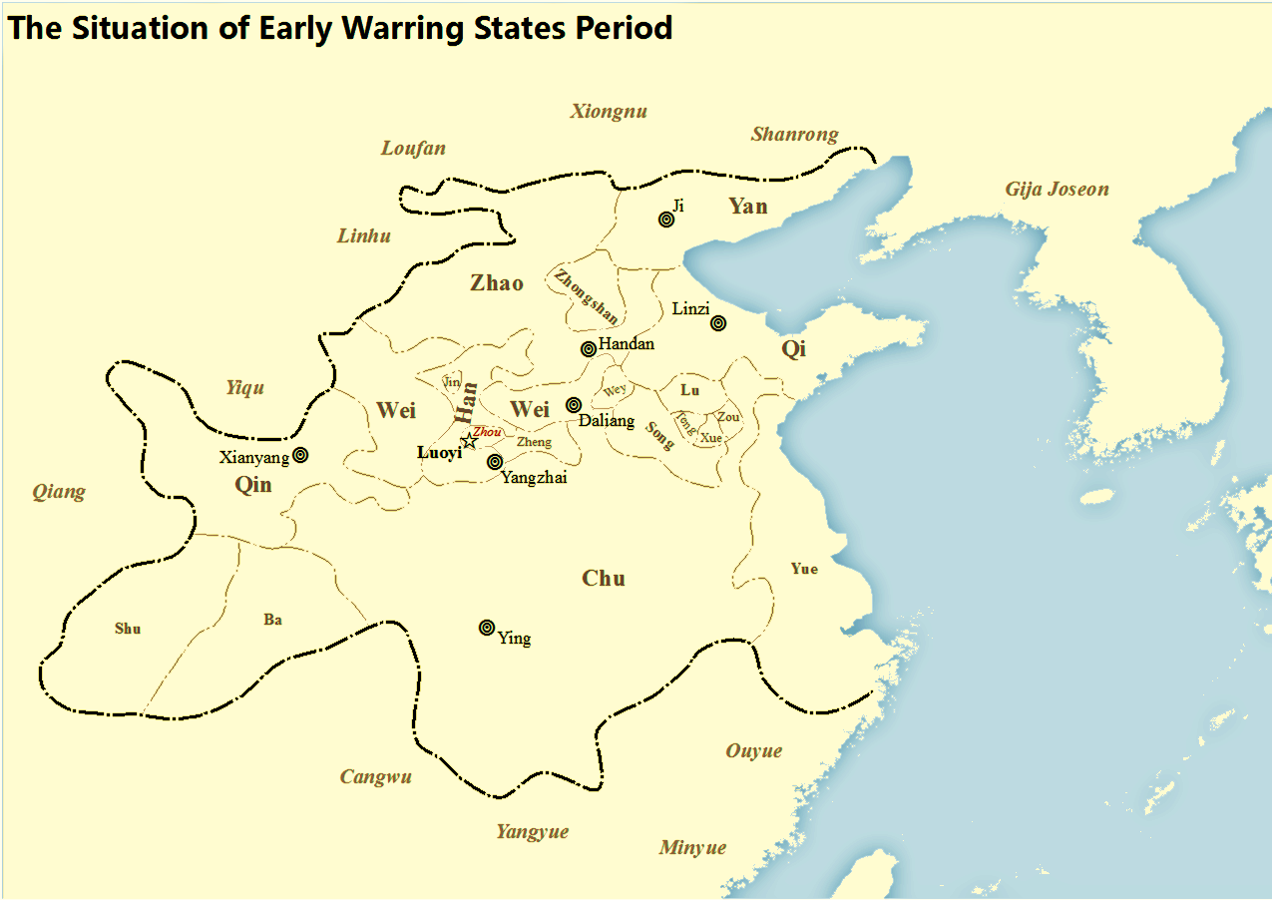
نقشه‌ای که آغاز عصر ایالت‌های جنگ طلب را در تاریخ چین نمایش می‌دهد

دوره ایالت‌های جنگ‌طلب (به چینی: 戰國 時代؛)(به پین‌یینی: Zhànguó shídài) یا عصر تاریخ چینی، تاریخ جنگ شدید در سرتاسر چین با هدف ایجاد یک امپراتوری چینی و همچنین اصلاحات اداری و نظامی و ادغام، پس از دورهٔ بهار و پاییز و پایان دادن به فتح جنگ‌های چینی که شاهد انعکاس همه کشورهای متخاصم دیگر بود، که در نهایت به پیروزی ایالت چین در سال ۲۲۱ پیش از میلاد به عنوان اولین امپراتوری متحد چینی شناخته شده به عنوان دودمان چین بود. گرچه متفکران مختلف به تاریخ‌های مختلف از ۴۸۱ قبل از میلاد تا ۴۰۳ قبل از میلاد به عنوان آغاز واقعی کشورهای متخاصم اشاره می‌کنند، انتخاب سیما چیان از سال ۴۷۵ قبل از میلاد، اغلب ذکر شده است. دوران حکومت‌های جنگنده نیز با نیمه دوم سلسله شرق ژو روبرو می‌شود، هرچند حاکمیت چینی، که به نام پادشاه ژو شناخته می‌شود، صرفاً به عنوان یک چهره شناخته می‌شود و به عنوان یک پس زمینه در برابر ماجراهای کشورهای متخاصم به کار گرفته می‌شود.
«دوران حاکم بر جنگ» نام خود را از «ضبط کشورهای متخاصم»، کارهایی که در اوایل سلسله هان ساخته شد، نام می‌برد.
خیلی بعد، مورخان ژاپنی که در فرهنگ چینی به خوبی شناخته شده بودند، مدت زمانی را برای دوره سنگوکو (Sengoku) از تاریخ خود استفاده کردند.

## دامنه جغرافیایی
جغرافیای سیاسی دوران تحت سلطه هفت کشور متخاصم قرار گرفت:
چین واقع در غرب غرب، با هسته آن در دره Wei و Guanzhong. این موقعیت جغرافیایی حفاظت از کشورهای دیگر را ارائه می‌دهد اما نفوذ اولیه آن را محدود می‌کند.
سه جینس واقع در مرکز فلات شانشی سه کشور جانشین جین بودند. این‌ها بودند:
هان جنوب، همراه رودخانه زرد ، کنترل رویکردهای چین.
وای واقع در وسط، تقریباً امروز شرق استان هنان است.
ژائو شمالی‌ترین از سه، تقریباً امروز جنوب استان هبی و همچنین شمال استان شانخی (Shanxi) است.
شرق چی، در شبه جزیره شاندونگ قرار دارد
چو جنوب، با قلمرو اصلی آن در اطراف دره رودخانه هان و سپس، رودخانه یانگ تسه.
شمال شرقی یان، در پکن مدرن متمرکز است. در اواخر دوره ای که شمال شرقی را تحت فشار گذاشت و شروع به شبه جزیره لیادونگ کرد
علاوه بر این هفت کشور بزرگ دیگر، ایالت‌های کوچکتر نیز در این دوره جان سالم به در بردند. آن‌ها عبارتند از:
قلمرو سلطنتی پادشاه ژو در نزدیکی لویی در منطقه هان در رودخانه زرد بود.
یو در ساحل جنوب شرقی در نزدیکی شانگهای، ایالت یو بود که در دوران اواخر بهار و پاییز بسیار فعال بود اما بعدها توسط چو ضمیمه شد.
Zhongshan بین ایالت‌های ژائو و یان، ایالت ژونگشان بود، که در نهایت توسط ژائو در سال ۲۹۶ پیش از میلاد پیوست.
سیچوان اظهار داشت: در جنوب غربی این کشور، غیر ژو (Ba) (شرق) و Shu (غرب) بود. این پادشاهی‌های باستان در دوره بعد توسط چین فتح شدند.
دیگر کشورهای جزئی: بسیاری از ایالت‌های جزئی وجود داشت که ماهواره‌های بزرگتر بودند تا زمانی که جذب شوند. بسیاری از آن‌ها در دشت مرکزی بین سه جینس (غرب) و چی (شرق) و چو به جنوب بودند. برخی از مهم‌ترین آن‌ها عبارتند از Song, Lu, Zheng, Wey, Teng and Zou.

## دوره‌ها
دوره بهار و پاییز توسط پرواز شرق به دادگاه ژو آغاز شد. هیچ حادثه ای یا نقطه شروع برای دوران حاکم بر کشور وجود ندارد. وضعیت سیاسی دوره، نقطه اوج روند تاریخی فتح و انصراف است که همچنین دوره بهار و پاییز را مشخص می‌کند؛ به عنوان نتیجه یک بحث در مورد آغاز دوران وجود دارد. برخی از پیشنهادهای پیشنهادی پیشنهادی به شرح زیر است:
۴۸۱ قبل از میلاد
پیشنهاد شده توسط Lü Zuqian مورخ دورهٔ آهنگ، همچنین به عنوان Lü Bogong شناخته شده است، از آنجایی که پایان سال‌های بهار و پاییز است.
۴۷۶–۴۷۵ قبل از میلاد
نویسنده، سیما قیان، از سوابق تاریخدان بزرگ که سال افتتاحیه یوان ژو را انتخاب کرد.
۴۵۳ قبل از میلاد
بخش جین دیدگاه انحلال / نابودی این وضعیت کلیدی در دوره قبلی را تشریح کرد و سه هفت کشور متخاصم که هان، ژائو و وای را تشکیل می‌داد، ایجاد کردند.
۴۴۱ قبل از میلاد
سال افتتاحیه پادشاهان ژو با پادشاه آی‌ژو آغاز می‌شود.
۴۰۳ قبل از میلاد
سالی که هان، ژائو و وی به‌طور رسمی توسط ایالت ژو به رسمیت شناخته شدند.